# Les Ollières
Les Ollières är en kommun i departementet Haute-Savoie i regionen Auvergne-Rhône-Alpes i sydöstra Frankrike. Kommunen ligger i kantonen Thorens-Glières som tillhör arrondissementet Annecy. År 2018 hade Les Ollières 1 042 invånare.

## Befolkningsutveckling
Antalet invånare i kommunen Les Ollières
| Referens: INSEE |